# Phenomenon (album Thousand Foot Krutch)
Phenomenon è il terzo album studio dei Thousand Foot Krutch, pubblicato nel 2003.

## Tracce
1. Phenomenon (2:59)
2. Step to Me (3:00)
3. Last Words (2:48)
4. This Is a Call (3:49)
5. Rawkfist (2:40)
6. Faith, Love and Happiness (2:54)
7. I Climb (3:24)
8. Quicken (2:51)
9. New Design (3:29)
10. Bounce (3:06)
11. Ordinary (3:09)
12. Break the Silence (3:03)

## Formazione
- Trevor McNevan - voce
- Steve Augustine - batteria
- Joel Bruyere - basso